# 埃玛·泰尔霍
埃玛·泰尔霍（芬蘭語：Emma Terho，1981年12月17日—），芬兰女子冰球运动员。她曾代表芬兰参加1998年、2002年、2006年、2010年和2014年冬季奥林匹克运动会冰球比赛，共获得二枚铜牌。